# 손민지
손민지(孫䪸志, 1990년 7월 12일 ~ )는 대한민국의 배우이다.

## 학력
- 수원대학교 연극영화학부 학사

## 출연작

### 영화
- 《울학교 이티》 (2008년) - 인터뷰 학생 3 역
- 《그 강아지 그 고양이》 (2013년) - 고보은 역
- 《피끓는 청춘》 (2014년) - 따귀녀 역
- 《이쁜 것들이 되어라》 (2014년) - 슬예 역
- 《네가 나에게 피었다》 (2009년) - 한소유 역
- 《910712 희정》 (2010년) - 희정 역
- 《소음人》 (2014년)
- 《기화》 (2015년) - 연소 역
- 《테슬라 프로젝트》 (2015년) - 이해인 역
- 《악녀》 (2017년) - 민주 역
- 《아빠는 예쁘다》 (2019년) - 정아 역

### 드라마
- 《라이프》 (JTBC, 2018년) - 안현이 역
- 《내사랑 치유기》 (MBC, 2018년) - 하민정 역
- 《최고의 치킨》 (MBN & 드라맥스, 2019년) - 황민아 역
- 《연남동 패밀리》 (올레TV 모바일, 2019년) - 유수녕 역